# كريستوفر ستيل
كريستوفر ستيل (بالإنجليزية: Christopher Steele)‏ هو متحر وضابط استخبارات بريطاني، ولد في 24 يونيو 1964 في عدن في اليمن.